# Eddie Bernice Johnson
Eddie Bernice Johnson (Waco, 3 dicembre 1935 – Dallas, 31 dicembre 2023) è stata una politica e infermiera statunitense, membro della Camera dei Rappresentanti per lo stato del Texas dal 1993 al 2023.

## Biografia
Dopo aver ottenuto un diploma di infermiera, la Johnson lavorò per alcuni anni come infermiera psichiatrica e psicoterapeuta.
Nel 1972 fu eletta alla Camera dei Rappresentanti del Texas, dove rimase per tre mandati. Durante la sua permanenza ricevette un master in amministrazione pubblica dalla Southern Methodist University nel 1976.
Dal 1977 al 1981 lavorò come impiegata presso il Dipartimento della Salute, dell'Istruzione e del Benessere.
Nel 1986 fu eletta al Senato di Stato del Texas e lì, fra le altre cose, si occupò del riapporzionamento dei distretti congressuali dopo il censimento del 1990. Contribuì quindi alla creazione del trentesimo distretto, per cui si candidò a deputata nelle elezioni successive, quelle del 1992. Per la sua composizione il distretto aveva alte probabilità di venire rappresentato da un afroamericano democratico e infatti la Johnson venne eletta, divenendo la prima infermiera ad approdare al Congresso.
Durante le presidenziali del 2008 diede il suo sostegno a John Edwards, ma dopo le primarie dichiarò il suo appoggio per Barack Obama.
Lasciò la Camera dei rappresentanti alla fine del 117º Congresso, dopo trent'anni di permanenza al Congresso.
Membro del Congressional Progressive Caucus e del Congressional Black Caucus, la Johnson si è schierata contro l'invasione dell'Iraq e ha criticato molto il Presidente Bush.